# Fo'ui
Fo'ui es una localidad del distrito de Kolovai, en Tonga. Tiene una población de 626 habitantes en 2021.